# Razówka (krowa)
Razówka – jałówka przeznaczona do zapłodnienia i wycielenia a następnie na opas i ubój.
Razówki to między innymi wybrakowane krowy pierwiastki ze stada mlecznego, które z powodu niskiej wydajności po pierwszych 100 dniach laktacji skierowane są na ubój.
Za pomocą krów razówek można zwiększyć liczbę cieląt w stadzie przeznaczonych do opasu.
Krowa przeznaczona na razówkę powinna posiadać przynajmniej jedną parę siekaczy mlecznych i ważyć minimum 400 kg netto.